# Zweifarb-Uferwipper
Der Zweifarb-Uferwipper (Cinclodes olrogi) ist ein Sperlingsvogel aus der Gattung der Uferwipper (Cinclodes) innerhalb der Familie der Töpfervögel.

## Beschreibung
Der Zweifarb-Uferwipper ist ein kleiner Vogel mit einem mittel-langen, leicht abwärts gekrümmten Schnabel, der eine Größe von 16 cm (Weibchen) bis 17 cm (Männchen) sowie ein Gewicht von 24 bis 32 g erreicht. Der Überaugenstreif ist weiß. Der Scheitel, die Zügel und die Ohrgegend sind schwarz-braun. Die Unterseite ist dunkel grau-braun mit einem schwachen kastanienfarbenen Tönung. Die Flügel sind dunkler. Über der Basis der Armschwingen verläuft eine markante weiße Binde. Der Schwanz ist dunkelgrau-braun. Die Schwanzränder sind dunkler. Die Spitzen der äußeren Schwanzfedern sind stumpf rotbraun. Kehle und Brust sind weiß. Die Brust weist ein leichtes Schuppenmuster auf. Die übrige Unterseite ist hell stumpf braun. Die unbefiederten Körperteile sind dunkelbraun oder schwarz. Die Geschlechter ähneln sich. Die juvenilen Vögel sind bisher unbeschrieben.

## Verbreitung und Lebensraum
Er ist endemisch in den argentinischen Provinzen Córdoba und San Luis. Sein Lebensraum sind Flüsse, Bäche, Felsabhänge und Grasländer in einer Höhe von 900 bis 2800 m.

## Taxonomie
Der Zweifarb-Uferwipper wurde nach dem argentinischen Ornithologen Claës Christian Olrog (1912–1985) benannt. Er wurde 1979 erstmals beschrieben. Einige Wissenschaftler hielten ihn zunächst für eine Unterart des Grauflanken-Uferwippers (Cinclodes oustaleti), andere wiederum sahen ihn als Unterart des Kurzschnabel-Uferwippers (Cinclodes fuscus). 1990 wurde er als eigene Art klassifiziert.